# Synagoga v Přistoupimi
Bývalá synagoga se nachází v Přistoupimi v okrese Kolín ve Středočeském kraji, asi čtvrt kilometru severně od středu obce, v ulici vedoucí směrem na Český Brod. Tato jednolodní patrová stavba byla postavena v novorománském stylu v roce 1842 v sousedství řady bývalých židovských domků, z nichž většina si dosud zachovává svůj původní nízkopodlažní charakter. Vystavěna byla jako náhrada starší modlitebny doložené již v roce 1724, která se nacházela v budově židovského obecního domu u hřbitova. Synagogu stejně jako hřbitov využívala i početná komunita z blízkého Českého Brodu a dalších obcí, neboť byla jediná v blízkém okolí. Po druhé světové válce už židovská obec v Přistoupimi nebyla obnovena.
V roce 1949 byla budova prodána československému státu, vnitřní vybavení bylo dle pamětníků « rozptýleno » již za války. Jediné harmonium bylo předáno místní škole, kde je k prohlédnutí dosud. Po přestavbě, při které došlo k rozdělení modlitebního sálu na dvě podlaží, v patře zaniklé synagogy sídlily od roku 1950 kanceláře Místního národního výboru, knihovna a společenská místnost. Přízemí bylo přebudováno na prádelnu jednotného zemědělského družstva (JZD). Objekt sloužil národnímu výboru až do Sametové revoluce a po transformaci samosprávy slouží jako radnice. V roce 1991 bylo rozhodnuto o další přestavbě interiéru, obecní knihovna byla přesunuta do přízemí a v patře vznikla nová zasedací místnost pro zastupitelstvo. Na počátku desátých let 21. století následně proběhla i rekonstrukce exteriéru a zelenou barvu fasády nahradila oranžová, zbývající ornamenty židovské historie však zůstaly nedotčeny.
Na štítu synagogy jsou vidět dochované desky desatera a zachovaly se rovněž zdobené vstupní dveře. Na západním průčelí pak lze nalézt pamětní desku 15 přistoupimským obětem holocaustu od místní výtvarnice Barbory Veselé. Uvnitř budovy se paradoxně nachází socha Madony z červeného pískovce původně umístěná na návsi obce, která zde byla ukryta pro nedostatek jiných úložných prostor před vlivy počasí.